# Yvonne Mitchell
Yvonne Mitchell (7 de julho de 1915 - 24 de março de 1979)  foi uma atriz e autora inglesa. Começou sua carreira no teatro, que progrediu para o cinema no final dos anos 1940. Ganhou um prêmio BAFTA de melhor atriz por Corações em Angústia (1954) e o Urso de Prata no Festival de Berlim, por Uma Sombra em Sua Vida (1957).

## Biografia
Mitchell estudou atuação no London Theatre Studio,, fazendo sua estreia profissional em 1939. Já como atriz, estreou no cinema em A Dama de Espadas (1949), embora tenha interpretado uma papel menor, não creditado, em Love on the Dole (1941) oito anos antes.